# Lista dzieł Fryderyka Chopina

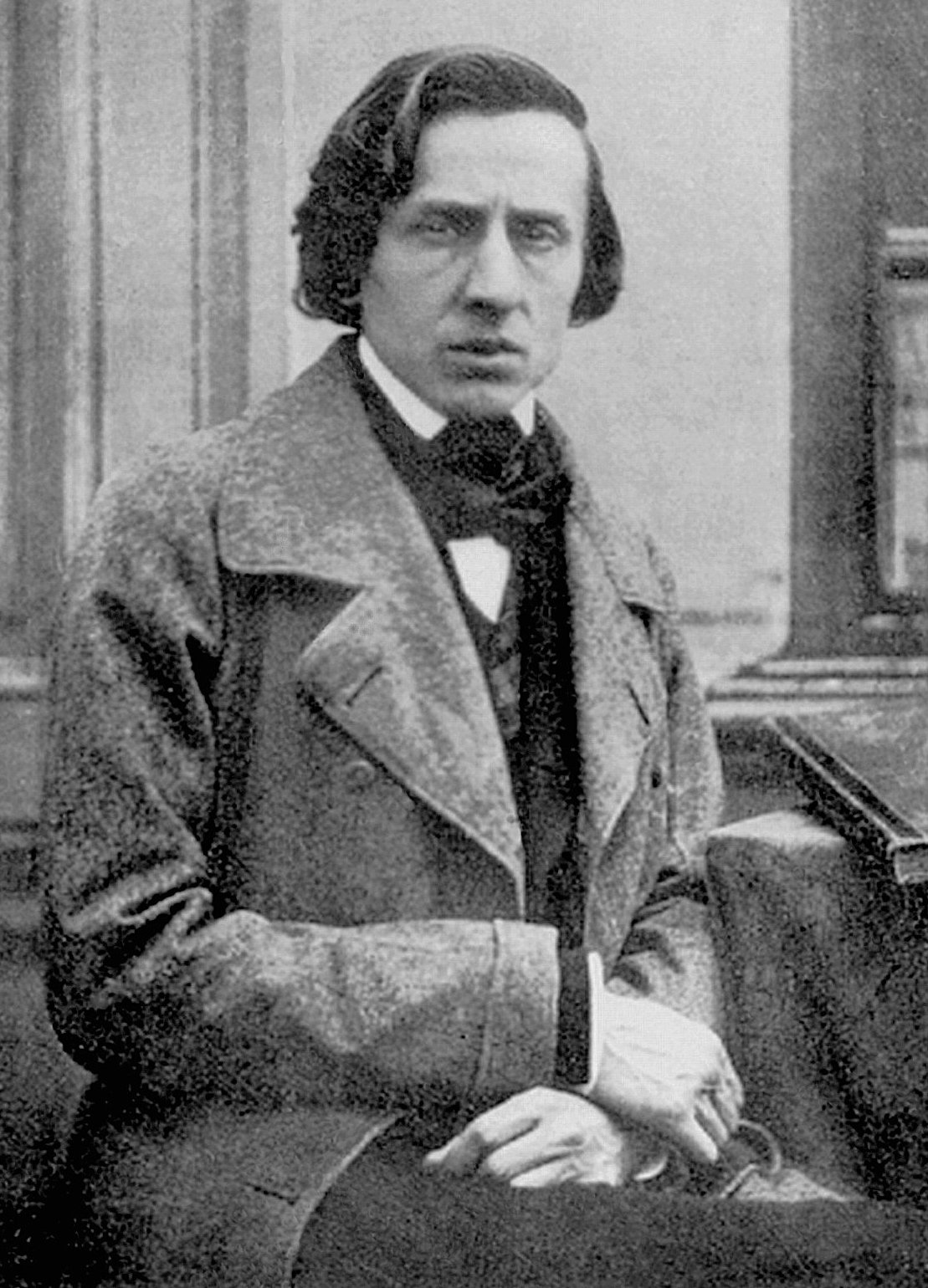
Chopin w 1849 (fot. Louis-Auguste Bisson)

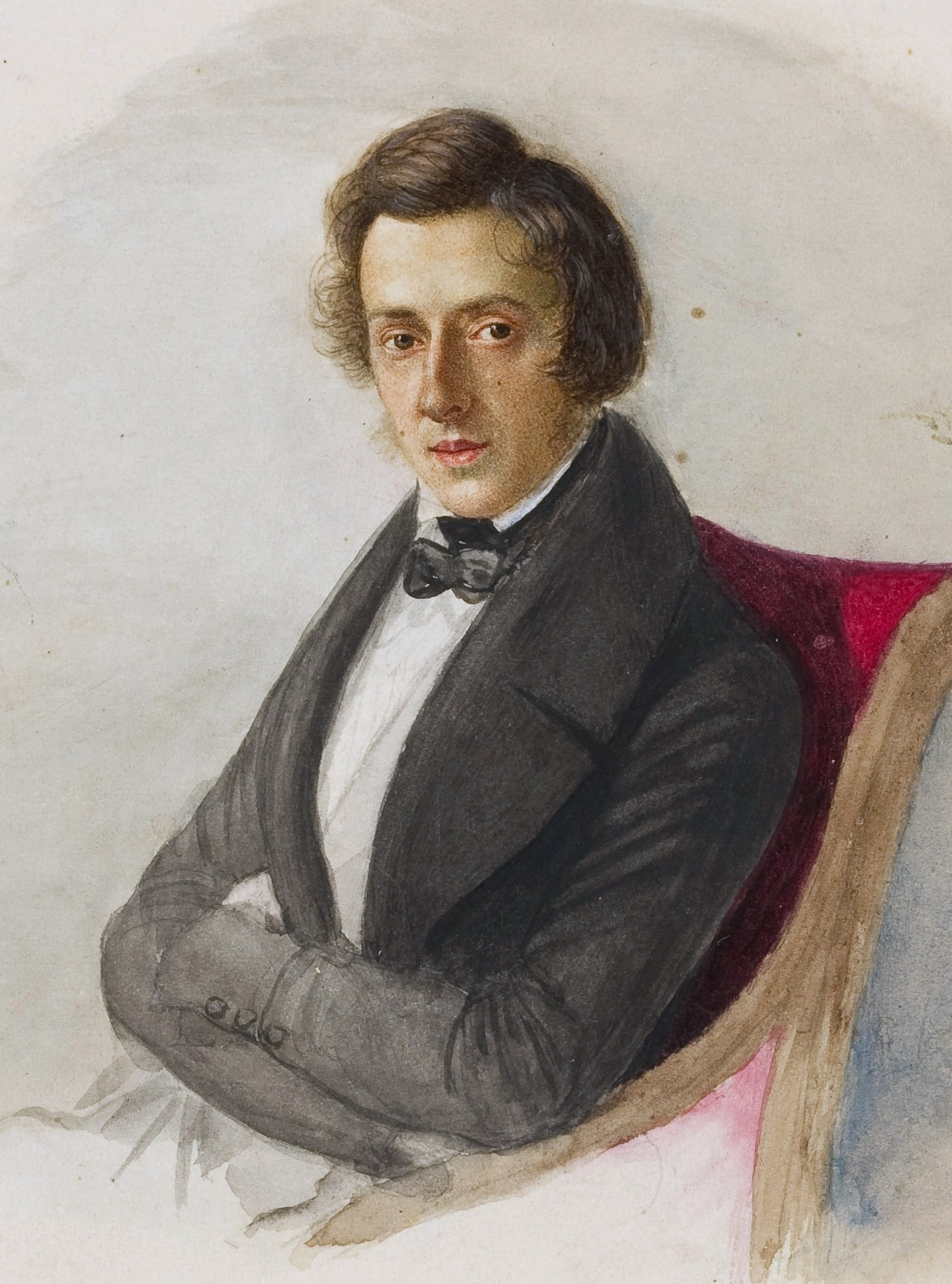
Chopin na portrecie Marii Wodzińskiej z 1836

Podpis Chopina

Fryderyk Chopin (1810–1849) skomponował około 240 utworów, głównie fortepianowych.
Pierwszymi kompozycjami Chopina były polonezy g-moll i B-dur powstałe w 1817 oraz polonez As-dur z 1821. Ostatnimi utworami kompozytora były mazurki g-moll op. 67 nr 2 i f-moll op. 68 nr 4 z lat 1848–1849.
Twórczość Chopina wydana drukiem za jego życia obejmuje 157 utworów w sześćdziesięciu pięciu opusach – od Ronda c-moll op. 1 po Sonatę wiolonczelową g-moll op. 65. Od Etiud op. 25 z 1836 kolejność wydań odzwierciedla chronologię powstawania kompozycji.
W latach 1832–1841 Chopin skomponował na zamówienie 8 utworów, które wydane zostały za jego życia bez numeracji opusowej. Po jego śmierci Julian Fontana wydał 23 utwory, które ukazały się w 1855 w ośmiu opusach pośmiertnych (fr. op. posth.). W 1859 Fontana wydał jeszcze 17 pieśni op. 74. Po śmierci Chopina bez opusu ukazały się 24 kompozycje. 18 utworów uznaje się za zaginione.
We wczesnej fazie twórczości Chopina wydane zostały cztery opusy rond, dwa op. wariacji oraz koncerty fortepianowe: e-moll op. 11 i f-moll op. 21. W późniejszej fazie twórczości ukazało się osiem op. nokturnów, po cztery op. scherz i ballad oraz trzy op. impromptus. Ponadto przez całe życie Chopin skomponował jedenaście opusów mazurków, siedem op. polonezów, po cztery op. walców i sonat, po dwa op. etiud i preludiów oraz opusy zawierające pojedyncze miniatury.
Dzieła wszystkie Fryderyka Chopina nagrali m.in. Artur Rubinstein, Alfred Cortot, Adam Harasiewicz, Claudio Arrau, Miłosz Magin, Nikita Magaloff, Władimir Aszkenazi, Ewa Osińska, İdil Biret, Ian Hobson, Garrick Ohlsson i Tatiana Szebanowa. W latach 1958–1959 Polskie Nagrania „Muza” wydały dzieła wszystkie Chopina w wykonaniu polskich muzyków. W 1975 nakładem tej samej wytwórni zaczęła ukazywać się kolejna edycja nagrań dzieł wszystkich.

## Dzieła opusowane przez Fryderyka Chopina
Uwaga: jeśli nie zaznaczono inaczej, wszystkie utwory są przeznaczone na fortepian.
- op. 1 Rondo c-moll (1825) – dedykowane Bogumiłowej Linde
- op. 2 Wariacje B-dur na temat „Là ci darem la mano” z opery Don Giovanni Mozarta (1827/1828) na fortepian i orkiestrę (temat ze znanego duetu Don Giovanniego i Zerliny) – dedykowane Tytusowi Woyciechowskiemu (à Mr Titus Woyciechowski); w entuzjastycznej recenzji tego utworu, wydrukowanej w Allgemeine Musikalische Zeitung w grudniu 1831 Schumann użył określenia Czapki z głów, panowie, to geniusz (Hut ab Ihr Herren, ein Genie)
- op. 3 Introdukcja i Polonez C-dur na wiolonczelę i fortepian (1830), utwór napisany dla Josepha Merka[17]
- op. 4 Sonata c-moll (1827 lub 1828) – dedykowana Józefowi Elsnerowi (à Mr. Joseph Elsner, Professeur à l’Université Royale de Varsovie, Chevalier de l’ordre de St Stanislas)
- op. 5 Rondo à la Mazur F-dur (1826)
- op. 6 Mazurki[18] (1830–1832)
  - 1. fis-moll (1832)
  - 2. cis-moll (1832?)
  - 3. E-dur (1830)
  - 4. es-moll (1832?)
  - 5. C-dur (1832?)
- op. 7 Mazurki[18] (1832)
  - 1. B-dur (1832?)
  - 2. a-moll (1830)
  - 3. f-moll (1831)
  - 4. As-dur (1824)

- op. 8 Trio g-moll (1828 lub 1829) na skrzypce, wiolonczelę i fortepian – dedykowane ks. Antoniemu Radziwiłłowi, wiolonczeliście-amatorowi (à son Altesse Monsieur le Prince Antoine Radziwill)[19]
- op. 9 Nokturny (1832)
  - 1. b-moll
  - 2. Es-dur
  - 3. H-dur
- op. 10 12 etiud (1829–1832) – dedykowane Lisztowi (à son ami Franz Liszt)
  - 1. C-dur
  - 2. a-moll
  - 3. E-dur
  - 4. cis-moll
  - 5. Ges-dur
  - 6. es-moll
  - 7. C-dur
  - 8. F-dur
  - 9. f-moll
  - 10. As-dur
  - 11. Es-dur
  - 12. c-moll (Rewolucyjna)
- op. 11 Koncert fortepianowy e-moll[20] (1830) – dedykowany Friedrichowi Kalkbrennerowi
- op. 12 Wariacje B-dur na temat „Je vends des Scapulaires” z opery Ludovic Hérolda-Halévy’ego (1833)
- op. 13 Fantazja na tematy polskie A-dur (1828) na fortepian i orkiestrę; wykorzystane tu są m.in. Już miesiąc zeszedł oraz melodia Kurpińskiego, dedykowana Johannowi Peterowi Pixisowi
- op. 14 Rondo à la Krakowiak F-dur na fortepian i orkiestrę
- op. 15 Nokturny (1833)
  - 1. F-dur
  - 2. Fis-dur
  - 3. g-moll
- op. 16 Rondo Es-dur (1833)
- op. 17 Mazurki (1833)
  - 1. B-dur
  - 2. e-moll
  - 3. As-dur
  - 4. a-moll (zwany czasem Żydkiem) – z pierwszych dwóch akordów wywodzi się trzecia część Symfonii pieśni żałosnych Henryka Mikołaja Góreckiego
- op. 18 Walc Es-dur (1833), znany także pod nazwą Grande valse brillante
- op. 19 Bolero a-moll (1833)
- op. 20 Scherzo h-moll (1833) – w części środkowej dzieła znajduje się cytat melodii Lulajże, Jezuniu
- op. 21 Koncert fortepianowy f-moll[20] (1829) – dedykowany hr. Delfinie Potockiej (à Madame la Comtesse Delphine Potocka née de Komar)
- op. 22 Andante spianato [G-dur] i Wielki Polonez Es-dur na fortepian i orkiestrę (1835), znany też pod nazwą Grande polonaise brillante; istnieje także wersja na fortepian solo
- op. 23 Ballada g-moll (1833)
- op. 24 Mazurki (1833)
  - 1. g-moll
  - 2. C-dur
  - 3. As-dur
  - 4. b-moll
- op. 25 Etiudy (1835–1837) – dedykowane hr. Marii d’Agoult, kochance Liszta (à Madame la Comtesse d’Agoult)
  - 1. As-dur
  - 2. f-moll
  - 3. F-dur
  - 4. a-moll
  - 5. e-moll
  - 6. gis-moll
  - 7. cis-moll
  - 8. Des-dur
  - 9. Ges-dur
  - 10. h-moll
  - 11. a-moll
  - 12. c-moll
- op. 26 Polonezy
  - 1. cis-moll
  - 2. es-moll
- op. 27 Nokturny (1835)
  - 1. cis-moll
  - 2. Des-dur
- op. 28 (24 preludia) (1838–1839) – wszystkim Preludiom zostały przez Hansa von Bülowa nadane nazwy, szeroko rozpowszechniony jest tylko podtytuł 15. preludium (w Polsce nazwy te są praktycznie nieznane)
  - 1. C-dur (1839)
  - 2. a-moll (1838)
  - 3. G-dur (1838–1839)
  - 4. e-moll (1838)
  - 5. D-dur (1838–1839)
  - 6. h-moll (1838–1839)
  - 7. A-dur (1836)
  - 8. fis-moll (1838–1839)
  - 9. E-dur (1838–1839)
  - 10. cis-moll (1838–1839)
  - 11. H-dur (1838–1839)
  - 12. gis-moll (1838–1839)
  - 13. Fis-dur (1838–1839)
  - 14. es-moll (1838–1839)
  - 15. Des-dur, Deszczowe (1838–1839)
  - 16. b-moll (1838–1839)
  - 17. As-dur (1836)
  - 18. f-moll (1838–1839)
  - 19. Es-dur (1838–1839)
  - 20. c-moll, Marsz żałobny (1838–1839)
  - 21. B-dur (1838–1839)
  - 22. g-moll (1838–1839)
  - 23. F-dur (1838–1839)
  - 24. d-moll (1838–1839)
- op. 29 Impromptu As-dur (1837)
- op. 30 Mazurki (1837) – dedykowane ks. Marii z Czartoryskich Wirtemberskiej (à Madame la Princesse de Würtemberg née Princesse Czartoryska)
  - 1. c-moll
  - 2. h-moll
  - 3. Des-dur
  - 4. cis-moll
- op. 31 Scherzo b-moll (1837)
- op. 32 Nokturny (1837)
  - 1. H-dur
  - 2. As-dur
- op. 33 Mazurki (1838)
  - 1. gis-moll
  - 2. C-dur
  - 3. D-dur
  - 4. h-moll
- op. 34 Walce (wszystkie mają podtytuł Grande Valse brillante)
  - 1. As-dur (1835)
  - 2. a-moll (1838)
  - 3. F-dur (1838)
- op. 35 Sonata b-moll – ze słynnym marszem żałobnymⓘ (1837), całość 1839
- op. 36 Impromptu Fis-dur (1839)
- op. 37 Nokturny
  - 1. g-mollⓘ (1838)
  - 2. G-dur (1839)
- op. 38 Ballada F-dur (1839) – dedykowana Schumannowi (à Monsieur Robert Schumann)
- op. 39 Scherzo cis-moll (1839)
- op. 40 Polonezy – dedykowane Julianowi Fontanie (à son ami Mr Jules Fontana)
  - 1. A-dur (1838)
  - 2. c-moll (1839)
- op. 41 Mazurki – dedykowane Stefanowi Witwickiemu (à son ami Monsieur Etienne Witwicki)
  - 1. e-moll (1838)
  - 2. H-dur (1839)
  - 3. As-dur (1839)
  - 4. cis-moll (1839)
- op. 42 Walc As-dur (Grande Valse As-dur, 1840)
- op. 43 Tarantela As-dur (1841)
- op. 44 Polonez fis-moll (1841)
- op. 45 Preludium cis-moll (1841)
- op. 46 Allegro de concert A-dur (1832–1841) – pierwotnie projekt pierwszej części niezrealizowanego trzeciego koncertu fortepianowego
- op. 47 Ballada As-dur (1841)
- op. 48 Nokturny (1841)
  - 1. c-moll
  - 2. fis-moll
- op. 49 Fantazja f-moll (1841)
- op. 50 Mazurki (1842) (à Monsieur Léon Szmitkowski)
  - 1. G-dur
  - 2. As-dur
  - 3. cis-moll
- op. 51 Impromptu Ges-dur (1842)
- op. 52 Ballada f-moll (1842–1843)
- op. 53 Polonez As-dur (1843), zwany Heroicznym
- op. 54 Scherzo E-dur (1842–1843)
- op. 55 Nokturny (1842–1844)
  - 1. f-moll
  - 2. Es-dur
- op. 56 Mazurki (1843–1844)
  - 1. H-dur
  - 2. C-dur
  - 3. c-moll
- op. 57 Berceuse Des-dur op. 57 – (Kołysanka, 1844)
- op. 58 Sonata h-moll (1844)
- op. 59 Mazurki (1845)
  - 1. a-moll
  - 2. As-dur
  - 3. fis-moll
- op. 60 Barkarola Fis-dur (1845–1846)
- op. 61 Polonez-fantazja As-dur (1846)
- op. 62 Nokturny (1846)
  - 1. H-dur
  - 2. E-dur
- op. 63 Mazurki (1846) (à Madame la Comtesse Laure Czosnowska)
  - 1. H-dur
  - 2. f-moll
  - 3. cis-moll
- op. 64 Walce (1847)
  - 1. Des-durⓘ (Minutowy – nazwa jest kalką językową; miało być Minute – co oznacza drobny, mały. Mimo to, niektóre wykonania osiągają czas właśnie jednej minuty) (à Madame la Comtesse Delphine Potocka)
  - 2. cis-mollⓘ
  - 3. As-durⓘ
- op. 65 Sonata g-moll (1845 lub 1846) na wiolonczelę i fortepian – dedykowana Auguste’owi Franchomme’owi (à son ami Aug. Franchomme Professeur au Conservatoire de Paris)

## Dzieła opusowane pośmiertnie przezJuliana Fontanę
Utwory te, mimo późniejszych numerów opusowych, pochodzą z wcześniejszych lat. Chopin nie uważał ich za wystarczająco udane, aby je opublikować i kazał je spalić po jego śmierci. Julian Fontana sprzeciwił się jednak woli kompozytora i wydał część jego utworów w latach 1855–1859.
- op. 66 Impromptu-Fantaisie cis-moll (1834)
- op. 67 Mazurki
  - 1. G-dur (1835)
  - 2. g-moll (1848 lub 1849)
  - 3. C-dur (1835)
  - 4. a-moll (1845)
- op. 68 Mazurki
  - 1. C-dur (1830)
  - 2. a-moll (1827) (czasem zwany Słowikiem)
  - 3. F-dur (1830)
  - 4. f-moll (1848 lub 1849) – ostatni utwór Chopina
- op. 69 Walce
  - 1. As-dur (1835) (czasem znany pod nazwą L’Adieu)
  - 2. h-moll (1829)
- op. 70 Walce
  - 1. Ges-dur (1832)
  - 2. f-moll (1842)
  - 3. Des-dur (1829)
- op. 71 Polonezy
  - 1. d-moll (1827?)
  - 2. B-dur (1828?)
  - 3. f-moll (1829?)
- op. 72
  - 1. Nokturn e-moll (1827)
  - 2. Marsz żałobny c-moll (1826 lub 1827 lub 1829)
  - 3.-5. 3 Écossaises (Tańce szkockie): 3. D-dur, 4. G-dur, 5. Ges-dur (1826 lub 1830)
- op. 73 Rondo C-dur na dwa fortepiany (1828)
- op. 74 Pieśni
  - 1. Życzenie G-dur (incipit Gdybym ja była; sł. Stefan Witwicki, 1829)
  - 2. Wiosna g-moll (sł. Stefan Witwicki, 1838)
  - 3. Smutna rzeka fis-moll (sł. Stefan Witwicki, 1831)
  - 4. Hulanka C-dur (sł. Stefan Witwicki, 1830)
  - 5. Gdzie lubi A-dur (sł. Stefan Witwicki, 1829)
  - 6. Precz z moich oczu f-moll (sł. Adam Mickiewicz, 1827)
  - 7. Poseł D-dur (sł. Stefan Witwicki, 1831)
  - 8. Śliczny chłopiec D-dur (sł. Bohdan Zaleski, 1841)
  - 9. Melodia G-dur (incipit Z gór, gdzie dźwigali; sł. Zygmunt Krasiński, 1847)
  - 10. Wojak As-dur (sł. Stefan Witwicki, 1831)
  - 11. Dwojaki koniec d-moll (sł. Bohdan Zaleski, 1845)
  - 12. Moja pieszczotka Ges-dur (sł. Adam Mickiewicz, 1837)
  - 13. Nie ma czego trzeba a-moll (sł. Bohdan Zaleski, 1845)
  - 14. Pierścień Es-dur (sł. Stefan Witwicki, 1836)
  - 15. Narzeczony c-moll (sł. Stefan Witwicki, 1831)
  - 16. Piosnka litewska F-dur (sł. Ludwik Osiński, 1831)
  - 17. Śpiew z mogiłki es-moll (incipit Leci liście z drzewa; sł. Wincenty Pol, 1836)

## Dzieła nieopusowane, wydane za życia Chopina
Należą tu dzieła, które Chopin napisał na zewnętrzne zamówienie, a więc uznał za godne publikacji, ale nie nadał im numeru opusowego.
- Polonez g-moll[21] (1817)
- Dwa mazurki – 1. G-dur (kulawy), 2. B-dur (1825–1826) – wydane w Warszawie jako litografia przez Wilhelma Kolberga, brata Oskara Kolberga
- Polonez b-moll „La gazza ladra” (1826) – dedykowane Wilhelmowi Kolbergowi, bratu Oskara Kolberga (à Guil. Kolberg); polonez ten znany jest także jako Les Adieux – Pożegnalny
- Grand Duo concertant E-dur na wiolonczelę i fortepian (1832) na tematy z opery Robert Diabeł Meyerbeera (partię wiolonczeli opracował Auguste Franchomme); istnieje także wersja na fortepian na 4 ręce
- 6. wariacja E-dur z Hexameronu na temat marsza z opery Purytanie Belliniego, wspólnej kompozycji Chopina, Herza, Pixisa, Thalberga, Czernego i Liszta
- 3 nouvelles études (opubl. w Méthode des Méthodes Moschelesa i Fétisa, 1839) – 1. f-moll, 2. As-dur, 3. Des-dur
- Mazurek a-moll (à Émile Gaillard, 1841)
- Mazurek a-moll (w: Notre Temps, 1840)

## Dzieła nieopusowane, wydane pośmiertnie
Ostatnia grupa dzieł, najmniej cenna, to utwory niewydane zarówno przez Chopina, jak i Fontanę, przynależą tu juwenilia i utwory krążące w różnych odpisach.
- Polonez B-dur[21] (1817)
- Polonez As-dur[21] (1821) (à Monsieur A. Żywny)
- Wariacje E-dur na temat piosenki szwajcarskiej Der Schweitzerbub (Steh’ auf, steh’ auf o du Schweitzer Bub, 1824)
- Polonez gis-moll (1822 lub 1824)
- Wariacje D-dur na temat pieśni T. Moore’a (według melodii ludowej) na fortepian na 4 ręce (1826)
- Rondo C-dur (1828?) – 1. wersja na dwa fortepiany (pierwotna), 2. na fortepian solo
- Wariacje A-dur (Warianty na temat „Karnawału weneckiego” N. Paganiniego”, znane także jako Souvenir de Paganini; 1829)
- Mazur G-dur „Jakież kwiaty, jakie wianki” (sł. I. Maciejowski) (1829) – wpisany do albumu Václava Hanki
- Walc E-dur (1829 lub 1830)
- Walc As-dur (1830)
- Walc e-moll (1830)
- Pieśń Czary d-moll (słowa Stefan Witwicki, 1830)
- Polonez Ges-dur (1829? 1830?)
- Allegretto Fis-dur (lub Mazurek Fis-dur, 1829–1831)
- Lento con gran espressione cis-moll (często nazywany Nokturn cis-moll, 1830)
- Mazurek B-dur (1832)
- Cantabile B-dur (1834)
- Presto con leggierezza As-dur (Preludium As-dur, 1834)
- Mazurek As-dur (1834) – wpisany do albumu Marii Szymanowskiej
- Andantino g-moll (pieśń Wiosna na fortepian)
- Sostenuto Es-dur (Walc Es-dur, 1840)
- Moderato E-dur (wydane jako Kartka z albumu, 1843)
- Pieśń Dumka a-moll (słowa Bohdan Zaleski; pierwsza wersja pieśni Nie ma, czego trzeba op.74 nr 13; 1840)
- Largo Es-dur (1847?) – opracowanie pierwotnej melodii Boże, coś Polskę
- Nokturn c-moll (1847?)
- Walc a-moll (1847–1849)

## Varia

### Utwory o niepewnej autentyczności
(tabela na podstawie materiałów źródłowych)
| Tytuł                                                                          | Data                            | Takty                       | Wydanie                              |
| ------------------------------------------------------------------------------ | ------------------------------- | --------------------------- | ------------------------------------ |
| Andantino nr 5 d-moll                                                          |                                 |                             | „Muzyka”, 1930                       |
| Contredanse Ges-dur                                                            | 1827?                           | 56                          | „Ilustrowany Kurier Codzienny”, 1924 |
| Mazurek C-dur                                                                  | 1833?                           | 96                          | Warszawa: Josef Kaufmann, 1869       |
| Mazurek D-Dur                                                                  |                                 |                             | „Kurier Warszawski”, 1910            |
| Mazurek D-Dur                                                                  | I wersja 1829?, II wersja 1832? | I wersja: 58, II wersja: 68 | Poznań: Jarosław Leitgeber, 1875     |
| Mazurek Fis-dur                                                                |                                 |                             | Wiedeń: Josef Gotthard, 1868–1873    |
| Nokturn cis-moll, Nocturne oublié                                              |                                 |                             | Petersburg: A. Büttner, ok. 1855     |
| Nokturn A-dur                                                                  |                                 |                             | Londyn: Lonsdale, 1851               |
| Prélude nr 3 B-dur                                                             |                                 |                             | „Muzyka”, 1930                       |
| Walc Es-dur                                                                    | 1830?                           | 75                          | Lipsk: Breitkopf & Härtel, 1902      |
| Walc fis-moll, Valse mélancolique                                              |                                 |                             | Nowy Jork: Schroeder & Gunther, 1932 |
| Wariacje E-dur na temat z Kopciuszka Gioacchina Rossiniego na flet i fortepian | 1826–1830                       |                             | Warszawa: SM, 1953                   |

Autentyczność Mazurka Fis-dur kwestionowana była przez Janusza Miketta, z którym nie zgadzał się Jan Ekiert. W 1953 Jan Prosnak podjął obronę autentyczności Wariacji E-dur na flet i fortepian, co spotkało się z różnymi reakcjami środowiska muzykologicznego. Ludwik Bronarski uznał za autentyczne mazurki C-dur i D-dur (wyd. 1910), Walc Es-dur i Contredanse Ges-dur włączając je, jako jeden z redaktorów, do wydania Dzieł wszystkich. W przypadku wspomnianych utworów, autorstwo Chopina jest kwestionowane przez Ekiera oraz Józefa Michała Chomińskiego i Teresę Dalilę Turło.
Fryderykowi Chopinowi przypisywano również, opierając się na tradycji rodzinnej i przyjacielskiej, autorstwo melodii pieśni Witaj, majowa jutrzenko, Dumka na wygnaniu (inc. „Gdyby orłem być”) oraz Ułan na widecie (inc. „Tam na błoniu błyszczy kwiecie”). Tradycja ta została utrwalona przez Marcelego Antoniego Szulca w 1873 oraz Maurycego Karasowskiego w 1882.
Andantino d-moll, Mazurek D-dur (wyd. 1875), nokturny cis-moll i A-dur, Preludium B-dur oraz Walc fis-moll należą do kompozycji, których autorstwa Chopina „nie broni żaden poważny głos”.

### Utwory zaginione
(tabela na podstawie materiałów źródłowych)
| Tytuł                                                   | Data      | Uwagi |
| ------------------------------------------------------- | --------- | --- |
| Andante dolente b-moll                                  | 1827      | spis pt. Kompozycje niewydane                                                                                           |
| Écossaise B-dur                                         | 1827      | spis pt. Kompozycje niewydane                                                                                           |
| Walc C-dur                                              | 1824?     | spis pt. Kompozycje niewydane                                                                                           |
| Walc C-dur                                              | 1826      | spis pt. Kompozycje niewydane                                                                                           |
| Walc As-dur                                             | 1827      | spis pt. Kompozycje niewydane                                                                                           |
| Walc d-moll, Valse „La partenza”                        | 1828      | spis pt. Kompozycje niewydane                                                                                           |
| Walc As-dur                                             | 1829–1830 | spis pt. Kompozycje niewydane                                                                                           |
| Walc Es-dur                                             | 1829–1830 | spis pt. Kompozycje niewydane                                                                                           |
| Wariacje F-dur na cztery ręce                           | 1827      | wg relacji Tytusa Wojciechowskiego                                                                                      |
| Polonez na temat opery Cyrulik sewilski Rossiniego      | 1825?     | wg listu Chopina do Jana Białobłockiego z końca listopada 1825                                                          |
| Walc H-dur, „Valse pour Madame Erskine 12 Octobre 1848” | 1848      | fotokopia pierwszej strony rękopisu w posiadaniu Arthura Hedley′a                                                       |
| Marsz wojskowy                                          | 1819?     | wg relacji Oskara Klberga wyd. Warszawa: Andrzej Brzezina, 1819                                                         |
| pieśń „Pożegnanie”                                      |           | wg ustaleń Wojciecha Sowińskiego; do słów Wincentego Pola                                                               |
| Veni Creator                                            | 1846?     | wg ustaleń Krystyny Kobylańskiej; skomponowane z okazji ślubu Zofii Rosengardt (uczennicy Chopina) i Bohdana Zaleskiego |
| Sonata skrzypcowa d-moll                                |           | wg ustaleń Jima Samsona                                                                                                 |
| pieśń „Że Bóg jest”                                     |           | wg listu Fontany do Jędrzejewiczowej (Paryż, 6 stycznia 1853); do słów nieznanego autora                                |

Ludwika Jędrzejewiczowa, siostra Chopina, przygotowała na początku lat 50. XIX w., być może na potrzeby Juliana Fontany, czterostronicowy spis tytułów i incipitów (zapisów kilku pierwszych taktów) pt. Kompozycje niewydane. Osiem z zachowanych kompozycji nie zostało włączonych przez Fontanę do wydań dzieł pośmiertnych z 1855 i 1859. Rękopisy prawdopodobnie zaginęły wraz z innymi pamiątkami po muzyku przechowywanymi przez jego siostrę Izabellę w mieszkaniu w warszawskim Pałacu Zamoyskich splądrowanym podczas powstania styczniowego w 1863. Faksymile manuskryptu Jędrzejewiczowej opublikowała Krystyna Kobylańska w pracy Rękopisy utworów Chopina: katalog z 1977.

### Marginalia
(tabela na podstawie materiałów źródłowych)
| Tytuł                                      | Data          | Uwagi                                                                                                   |
| ------------------------------------------ | ------------- | --- |
| Fuga a-moll                                | 1827 lub 1841 | zadanie kontrapuktyczne, 69 taktów                                                                      |
| Kanon f-moll                               | 1827 lub 1841 | nieukończone; kanon w oktawie                                                                           |
| Mazurek Dąbrowskiego                       | 1835          | refren w opracowaniu na fortepian; tonacja B-dur; adnotacja kompozytora: „nieukowi nieuk Carlsbad 1835” |
| „Casta Diva”                               | po 1835?      | melodia z akompaniamentem fortepianowym do fragmentu opery Norma Belliniego; metrum C                   |
| „Doyna Vallacha”                           |               | zapis pieśni ludowej (rumuńskiej?); 8 taktów; tonacja a-moll; metrum 4/4                                |
| ćwiczenia kontrapuktyczne                  | ok. 1841?     | wg podręcznika Cherubiniego                                                                             |
| Bourrée G-dur i A-dur                      | 1841–1846     | zapis tańców z okolic Nohant                                                                            |
| Galop As-dur, Marquis                      | 1846          | Marquis był imieniem jednego z dwóch psów George Sand                                                   |
| „Dawniej Polak” F-dur                      | ok. 1847?     | zapis piosenki śpiewanej przez Teofila Kwiatkowskiego; tonacja F-dur; metrum 2/4                        |
| „Czułe serca”. Dwie śpiewki: f-moll, G-dur | 1847?         | zapis melodii ludowych (kurpiowskich?) śpiewanych przez Kwiatkowskiego                                  |
| Allegretto A-dur                           |               | zapis polskiej melodii ludowej; zbiory Sachy Guitry′ego                                                 |
| Mazur d-moll                               |               | zapis polskiej melodii ludowej; zbiory Guitry′ego                                                       |